# Mitrofan Borisovič Grekov
Mitrofan Borisovič Grekov (in russo Митрофан Борисович Греков?; Šapraevka, 15 giugno 1882 – Sebastopoli, 27 novembre 1934) è stato un pittore sovietico.

## Biografia

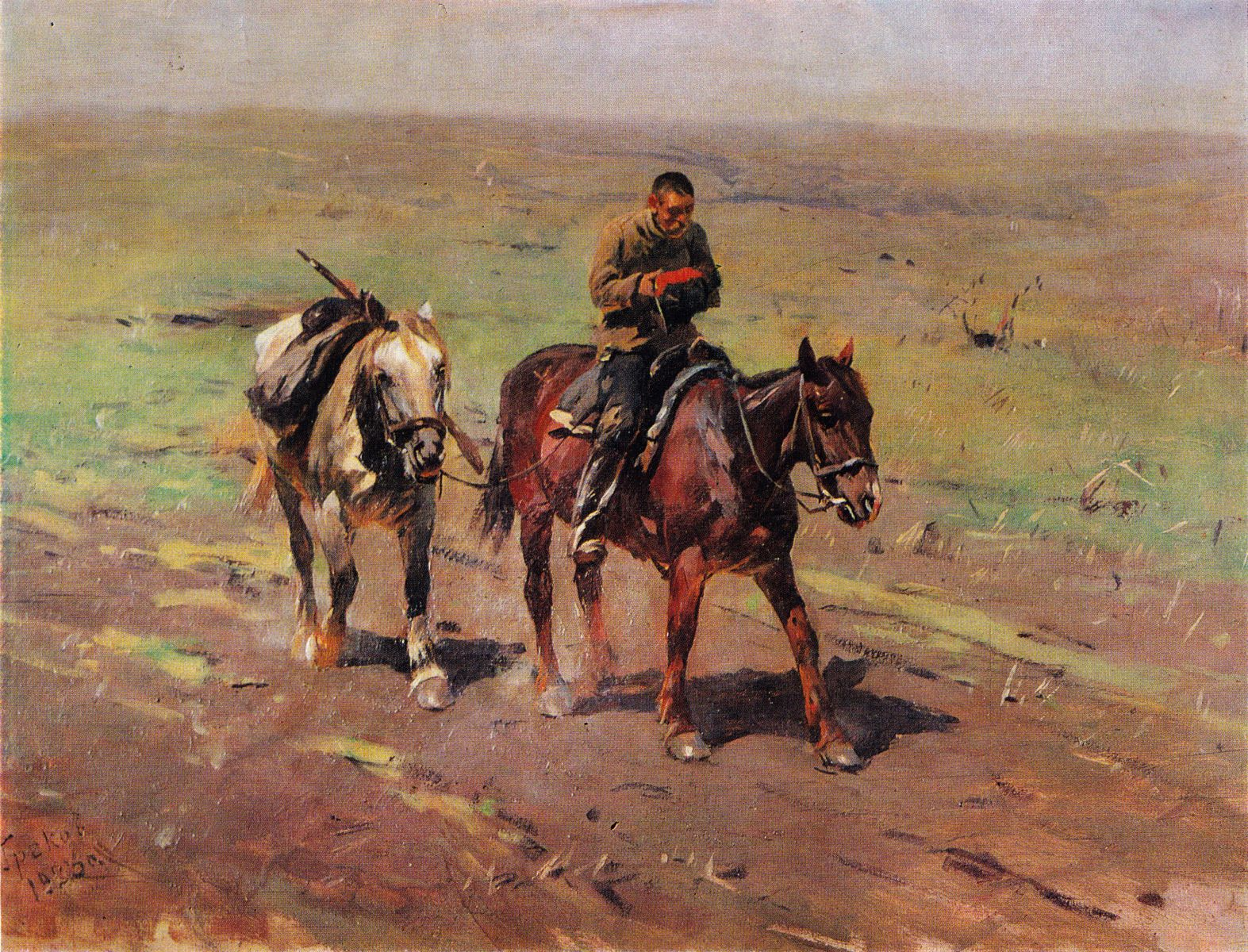
Al distaccamento di Budënnyj, 1923, Mosca, Galleria Tret'jakov

Grekov fu allievo di Kiriak Konstantinovič Kostandi all'Istituto d'arte di Odessa e di Il'ja Efimovič Repin e Franz Roubaud all'Accademia delle belle arti di San Pietroburgo. Fu l'ultimo a trasmettergli la passione per le scene di guerra: durante la prima guerra mondiale infatti, Grekov ritrasse diverse scene dal fronte. In quegli anni fu anche un membro attivo dell'Associazione degli artisti della Russia rivoluzionaria.
Le sue opere svolsero un importante ruolo di cronaca nel raccontare la guerra civile russa, in particolare le azioni della Prima armata di cavalleria russa. Tuttavia, col tempo le sue riproduzioni divennero sempre meno fedeli alla realtà, dovendosi allineare ai canoni del regime stalinista. Tra le sue maggiori opere si menzionano Al distaccamento di Budënnyj (1923), in cui un cupo cosacco attraversa a cavallo la steppa per unirsi alle truppe rivoluzionarie guidate da Semën Michajlovič Budënnyj, e Trombettieri della prima armata di cavalleria (1934) che raffigura una banda militare che suona tra nuvole di polvere sollevate dagli zoccoli dei cavalli. Entrambe le opere sono esposte alla Galleria Tret'jakov di Mosca.
Nel 1935 gli venne dedicato lo Studio degli artisti militari di Mosca, destinato a diventare il più grande collettivo russo di pittori di guerra. Nel 1957 venne inaugurata a Novočerkassk una casa-museo a lui dedicata, nata come ramo distaccato del Museo dei cosacchi del Don della città.

## Opere
Segue un elenco di opere di Grekov:

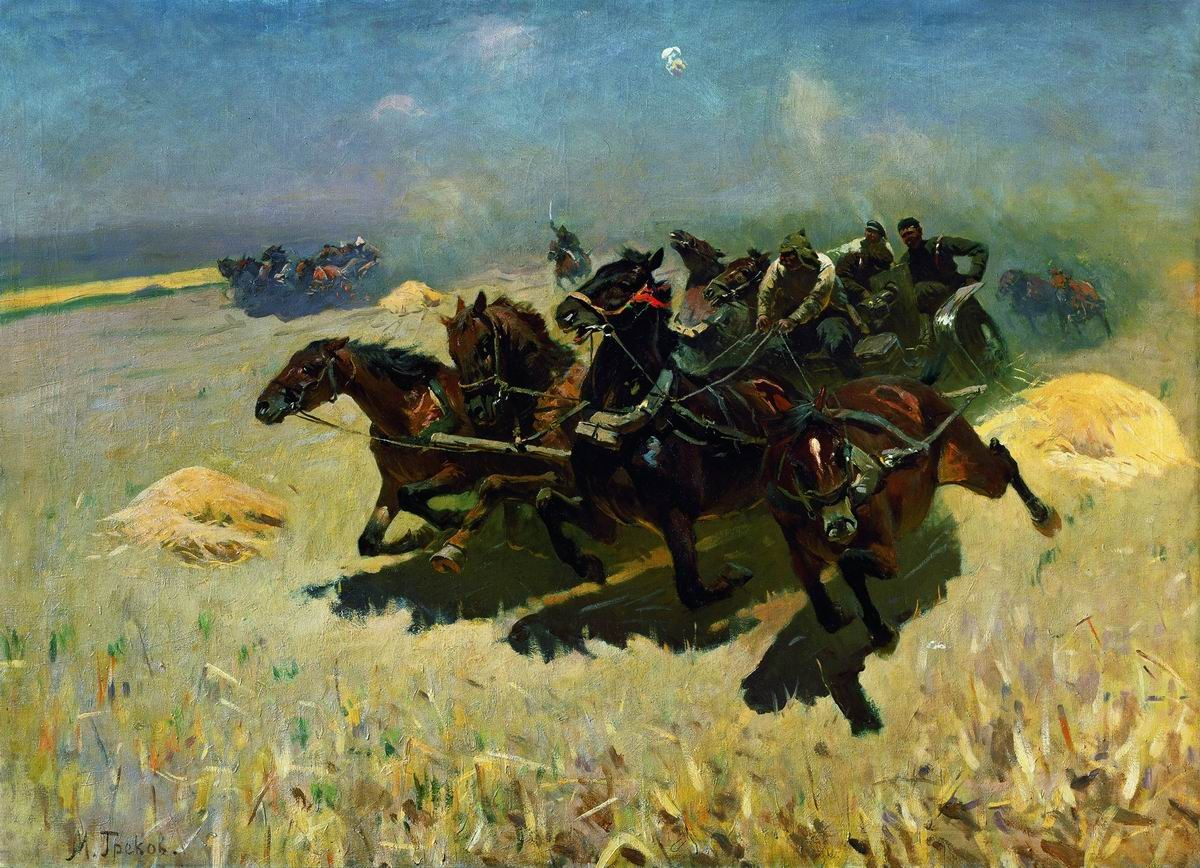
Tačanka, 1925, Mosca, Gallieria Tret'jakov

- Stepan Razin, 1910–11, Rostov sul Don, Museo regionale di storia locale
- Cosacchi, 1916, Mosca, Museo di storia contemporanea della Russia
- L'entrata del reggimento Volodarskij a Novočerkassk, 1920, Mosca, Museo centrale delle forze armate
- Al distaccamento di Budënnyj, 1923, Mosca, Galleria Tret'jakov
- Tačanka, 1925, Mosca, Gallieria Tret'jakov
- L'attacco della prima cavalleria vicino a Voronež, 1927-28, Mosca, Museo di storia contemporanea della Russia
- Trombettieri della prima armata di cavalleria, 1934, Mosca, Gallieria Tret'jakov
- La cattura di Rostov, 1929 circa, non conservato
- Perekop, 1931-32, Mosca, Museo centrale delle forze armate
- La difesa di Caricyn, 1933, Mosca, Museo centrale delle forze armate